# 朱由椅
寧陽王朱由椅（？—17世紀），明朝德藩第一代寧陽王，德端王朱常𰝙的庶第九子。

## 生平
萬曆四十五年（1617年）四月，朝廷鑄造寧陽王麒麟鈕鍍金銀印，封寧陽王。
朱由椅於何年去世史料失載。

## 考古發現
2011年，山東省濟南市考古研究所在舜井街工地對寧陽王府進行全面發掘。寧陽王府遺址保存非常完整，南北長134米，東西寬83米，墻寬1.7米，面積約1.1萬平方米，共有房屋100餘間，西側70米外為寧海王府。

## 家庭

### 子
- 嫡長子：寧陽長子朱慈炤
- 嫡第二子：夭折[1]